# Coil
Coil fue un grupo inglés de música experimental e industrial formado en 1982 por John Balance —posteriormente llamado "Jhonn Balance"— y su compañero (y pareja) Peter Christopherson, alias "Sleazy". El dúo trabajó junto en varios temas antes de que Balance eligiera el nombre Coil, según sus propias palabras, para elegirlo se inspiraron en la omnipresencia de la figura de la espiral (en inglés: coil) en la naturaleza. Coil sigue siendo uno de los grupos de música experimental más influyentes y populares.

## Discografía
La producción de Coil a lo largo de dos décadas resultó en un gran número de discos, proyectos anexos y colaboraciones.
Álbumes de estudio de Coil:
- Scatology (1984)
- Horse Rotorvator (1986)
- Gold is the Metal [With the Broadest Shoulders] (1987)
- Love's Secret Domain (1991)
- Stolen And Contaminated Songs (1992)
- ELpH vs. Coil - Worship The Glitch (1996)
- Musick to Play in the Dark (1999)
- Astral Disaster (1999)
- Constant Shallowness Leads to Evil (2000)
- Musick to Play in the Dark² (2000)
- Queens of the Circulating Library (2000)
- The Remote Viewer (2002)
- Black Antlers (2004)
- The Ape of Naples(2005)
- The New Backwards (2008)